# Kategorizacija filmova po sustavu Hrvatskog audiovizualnog centra
Kategorizacija filmova po sustavu Hrvatskog audiovizualnog centra koristi se u Republici Hrvatskoj kako bi se odredilo je li sadržaj filma primjeren za pojedinu dob publike.
Filmovi neprimjerenog sadržaja, s obzirom na njihovu preporučenu dostupnost različitim dobnim skupinama, su filmovi s prizorima grubog nasilja, vulgarnih izraza, prizora zlouporabe opijata, te s drugim prizorima za koje je vjerojatno da bi mogli ugroziti fizički, mentalni ili moralni razvoj maloljetnika. 
Označavanje kategorije filma vrši se isticanjem grafičke oznake (simbola) određene kategorije u obliku brojčane oznake kategorije unutar kruga, s tim da kategoriju "Svi uzrasti" nije potrebno posebno označavati simbolom i smatra se da svaki film koji nije posebno označen simbolom neke druge kategorije spada u kategoriju "Svi uzrasti".

## Kategorije
Prema Pravilniku o kategorizaciji audiovizualnih djela dobne kategorije preporučene dostupnosti filmovima su:
Kategorija Svi uzrasti: Označava filmove čiji sadržaj je preporučen za sve dobne uzraste.

Nema oznake.
Kategorija 12: Označava filmove čiji sadržaj ili dijelovi sadržaja nisu preporučeni za maloljetnike mlađe od 12 godina.

Oznaka: proziran krug unutar kojeg je zelenom bojom upisana brojka 12.
Kategorija 15: Označava filmove čiji sadržaj ili dijelovi sadržaja nisu preporučeni za maloljetnike mlađe od 15 godina.

Oznaka: proziran krug unutar kojeg je narančastom bojom upisana brojka 15.
Kategorija 18: Označava filmove čiji sadržaj je preporučen isključivo punoljetnim osobama i nije preporučen za maloljetnike.

Oznaka: proziran krug unutar kojeg je crvenom bojom upisana brojka 18.